# 우정볼링장
우정볼링장(Ujeong Bowling Stadium)은 경기도 파주시 아동동 356-12번지에 있는 볼링장이다. 아동동 소재지이다.